# دانشگاه رور بوخوم
دانشگاه رور-بوخوم (به آلمانی Ruhr-Universität Bochum, RUB) یک دانشگاه تحقیقاتی دولتی در بوخوم واقع در ایالت نوردراین-وستفالن آلمان است که در سال ۱۹۶۲ میلادی بنیان‌نهاده شده‌است و اولین دانشگاه عمومی تأسیس شده در آلمان پس از جنگ جهانی دوم بود.
در ترم زمستانی سال ۲۰۱۱، ۳۶۶۹۳ دانشجو در این دانشگاه مشغول به تحصیل بوده‌اند و تعداد استادان و اعضای علمی شاغل در این دانشگاه به ۵۶۰۰ نفر می‌رسید. بیشترین زمینه تحصیلی در این دانشگاه در رشته‌های علوم انسانی، حقوق، اقتصاد و علوم اجتماعی است و در رده‌های بعدی رشته‌های مهندسی، علوم طبیعی و پزشکی قرار دارند.